# سسیل کاراتانچوا
 سسیل کاراتانچوا (بلغاری: Сесил Каратанчева؛ زاده ۸ اوت ۱۹۸۹) یک تنیس‌باز اهل بلغارستان است.